# Oxydia augusta
Oxydia augusta är en fjärilsart som beskrevs av Druce 1892. Oxydia augusta ingår i släktet Oxydia och familjen mätare. Inga underarter finns listade i Catalogue of Life.